# Bemibek
Bemibek – polski zespół wokalno-instrumentalny, wykonujący muzykę będącą konglomeratem jazzu, rocka, muzyki latynoskiej i bossa novy. Wzbogacał stronę wokalną scatem.

## Historia
Bemibek powstał w grudniu 1970 roku (kronikarze muzyczni podają datę: 9 grudnia 1970) w klubie Hybrydy w Warszawie. W jej skład weszli dwaj założyciele zespołu: Aleksander Bem (eks- Quorum; śpiew, perkusja) i Andrzej Ibek (eks- Wiślanie 69; śpiew, fortepian, organy) do których dołączyła siostra Aleksandra Ewa Bem (eks- Grupa Bluesowa Stodoła; śpiew, instrumenty perkusyjne). Pod koniec roku zespół w składzie z basistą Tadeuszem Gogoszem dokonał swych pierwszych nagrań w Polskim Radio.
W początkowym okresie działalności grupy, większość repertuaru komponował Andrzej Ibek, z czasem funkcję tę przejął Aleksander Bem, który proponował bardziej piosenkowy repertuar (np. eklektyczne Nie bójmy się wiosny, oryginalne melodycznie Kolorowe lato, czy kolejny wielki przebój zespołu Podaruj mi trochę słońca). Autorami tekstów niektórych utworów są: Ryszard Marek Groński, Jerzy Kleyny, Marek Skolarski, Marek Dutkiewicz, Wojciech Młynarski, Elżbieta Horbaczewska. 
Muzycy wykonywali także kompozycje Krzysztofa Komedy (Cul-de-Sac, utwór skomponowany do filmu Romana Polańskiego wyświetlanego w Polsce, pt. Matnia), Z. Namysłowskiego (Sprzedaj mnie wiatrowi do słów R. M. Grońskiego – pierwszy przebój zespołu), śpiewali gościnnie na płytach Piotra Figla (na jego autorskim longplayu, pt. Piotr) i Klanu (na płycie Mrowisko). Jako chórek Bemibek towarzyszył także Markowi Grechucie.
Opracowania światowych standardów jazzowych (Call Me, I'll Never Fall In Love Again, Oye como va), jak i przebojów rockowych (Beatlesowskie Let It Be i With A Little Help From My Friends, Light My Fire z rep. The Doors) stanowiły jedynie punkt wyjścia do kreatywnych i innowacyjnych poszukiwań w warstwie muzycznej utworów.
Pierwsze nagrania zespołu ukazały się nakładem Polskich Nagrań na płycie czwórce (N 0671), część jego repertuaru zbierał także longplay Bemibem, zatytułowany Bemowe Frazy. Dopiero w 2016 roku, nakładem Kameleon Records ukazała się płyta kompaktowa zbierająca wszystkie zachowane nagrania grupy Bemibek (dodatkowo trzy nagrania zarejestrowane pod szyldem Bemibem). Podczas sesji nagraniowych zespół wspomagali: Zbigniew Namysłowski (flet), Jerzy Bartz (instrumenty perkusyjne), Józef Gawrych (instr. perkusyjne), Jarosław Bem (instr. perkusyjne).
W marcu 1971 roku zespół w składzie E. Bem, A. Bem, A. Ibek, T. Gogosz z powodzeniem zadebiutował na Studenckim Festiwalu Jazzowym Jazz nad Odrą we Wrocławiu, zdobywając I Nagrodę. Kolejnym sukcesem był jego występ na Lubelskich Spotkaniach Wokalistów Jazzowych'71, gdzie Bemibek również został uhonorowany I nagrodą. Został także zauważony podczas X Krajowego Festiwalu Polskiej Piosenki w Opolu, gdzie otrzymał Nagrodę dziennikarzy. Ponadto zespół wystąpił na Międzynarodowym Festiwalu Jazzowym Jazz Jamboree'71 w Warszawie. Jesienią 1971 roku dołączył Marek Bliziński (gitara; eks- Generacja).
Muzycy zespołu Bemibek, tj.: Aleksander Bem (perkusja), Andrzej Ibek (fortepian) i Marek Bliziński (instrumenty perkusyjne) wzięli udział w sesji nagraniowej drugiego longplaya Maryli Rodowicz, pt. Wyznanie, który nagrywano od września 1971 do stycznia 1972 roku.
Pomoc ze strony Programu III Polskiego Radia, który Bemibek lansował i sukcesy festiwalowe, stały się zaczynem popularności grupy. Zespół prowadził bogatą działalność koncertową w kraju, a także za granicą – w NRD (była to pierwsza zagraniczna trasa zespołu – zespół dokonał tam kilku nagrań radiowych), ZSRR, Bułgarii, Jugosławii i Czechosłowacji. W 1972 roku nagrał muzykę do filmu Agnieszka, a także do serialu Ucieczka-wycieczka. Wziął także udział w telewizyjnym widowisku rozrywkowym, pt. Ściany między ludźmi (scenariusz: Wojciech Młynarski, muzyka: A. Bem, A. Ibek) i wykonał kompozycję Krzysztofa Komedy pt. Cul de Sac, biorąc udział w filmie muzycznym Komu piosenkę (1972), według scenariusza i w reżyserii Stanisława Kokesza.
Latem 1972 roku z zespołu odeszli Ibek, Gogosz i Bliziński. Już w nowym składzie, który towarzyszył rodzeństwu Bemów znaleźli się: Tomasz Jaśkiewicz (eks- Klan; gitara), Paweł Dąbrowski (eks- Generacja; gitara basowa) i Mariusz Mroczkowski (eks- zespół Stana Borysa; instrumenty klawiszowe), Bemibek dał jesienią 1972 r. cykl koncertów w Czechosłowacji. Po raz ostatni pod tą nazwą wystąpił 17 i 18 grudnia tego samego roku w Gnieźnie w ramach Poznańskich Muzykaliów. W marcu 1973 roku grupa przekształciła się w Bemibem. 
Bemibek (E. Bem, A. Bem, A. Ibek, P. Dąbrowski) w składzie rozszerzonym o kilku nowych muzyków reaktywował się dopiero w 1991 roku. W jego skład wchodzili: E. Bem (śpiew), Kasia Kowalska (śpiew, instrumenty perkusyjne), A. Ibek (pianino, śpiew), P. Dąbrowski (gitara basowa), A. Bem (perkusja, śpiew), Dariusz Kozakiewicz (gitara), Sławomir Piwowar (instrumenty klawiszowe) i Henryk Miśkiewicz (saksofon). 
Grupa występowała okazjonalnie – m.in. podczas jubileuszowego koncertu w Programie III P.R. (09.11.1991) oraz podczas XXIX i XXX KFPP w Opolu (1992, 1993). W marcu 1993 roku w Rozgłośni Polskiego Radia w Łodzi, nagrała materiał, który ukazał się na płycie Dziennik mej podróży. 
Album wypełniły kompozycje A. Bema i A. Ibeka. Autorami tekstów piosenek na płycie są: Magda Czapińska, W. Młynarski i Jacek Korczakowski. W sesji gościnnie wzięli udział: Lesław Matecki (gitara) i J. Bartz (instrumenty perkusyjne). W 1993 roku zespół zagrał swoje ostatnie koncerty i ponownie przestał istnieć.

## Dyskografia

### Albumy
- 1993: Dziennik mej podróży (CD, Soundpol – SPB CD 037)

### Kompilacje
- 1972: Dyskoteka 4 (LP, Polskie Nagrania „Muza” – SXL-0879)
- 1992: Bemibem - Bemibek (CD, Polskie Nagrania „Muza” – PNCD 083 Muza) (album zawiera materiał z debiutanckiej EPki zespołu)
- 1999: Złota Kolekcja - Podaruj Mi Trochę Słońca (CD Pomaton EMI – 724352253623)
- 2007: Polish Funk (CD, Polskie Radio – PNCD878)[9]
- 2007: Polish Funk (LP, Polskie Radio – SX 4002)[10]
- 2008: Why not samba (CD, Polskie Nagrania „Muza” – PNCD1223)
- 2009 – 40 Przebojów, Lata 70-te (CD, Polskie Nagrania „Muza” – PNCD1273)
- 2011 – Lata 70. Największe przeboje (CD, Polskie Nagrania „Muza” – PNCD1370)
- 2016 – Sprzedaj mnie wiatrowi. Nagrania archiwalne z lat 1970–1973 (CD, Kameleon Records – KAMCD 41)[11]

### Gościnnie
- 1971: Piotr Figiel – Piotr (LP, Pronit – SXL-0801)
- 1971: Klan – Mrowisko (LP, Polskie Nagrania „Muza”–SXL-0756)[2]

### Single i czwórki
- 1970/1971: Sprzedaj mnie wiatrowi / Matnia (SP, Polskie Nagrania „Muza” – SP-419)
- 1970/1971: Sprzedaj mnie wiatrowi / Narwańce polne / Matnia / Panie, co pan (EP, Polskie Nagrania „Muza” – N-0671)

### Pocztówki dźwiękowe
- 1970/1971: Sprzedaj mnie wiatrowi / Dzień na szczęście (Pocztówka dźwiękowa, PWP Ruch R-0062-II)
- 1972: Nie bójmy się wiosny (Pocztówka dźwiękowa, PWP Ruch R-0115-II)

### Nagrania radiowe
- 1970 (P. R. Warszawa): Sprzedaj mnie wiatrowi, Dzień na szczęście, Babulka[1]

- 1971 (P. R. Warszawa): Narwańce polne, Gajor Dziuni, Light My Fire (z rep. The Doors), Cul-de-Sac, Let It Be (z rep. The Beatles), Panie, co pan, Słuchaj jak cię noc woła (Usypianie), Call me, Gajor Dziuni (2)[1]

- 1972 (P. R. Warszawa): Wycieczka-ucieczka, I'll Never Fall In Love Again, With A Little Help From My Friends (z rep. The Beatles), Nie bójmy się wiosny, Oye Como Va (komp. spopularyzowane przez zespół Santana), Kolorowe lato, Podaruj mi trochę słońca[1], Michałki fiołkowe

## Wybrany repertuar
- Sprzedaj mnie wiatrowi
- Narwańce polne
- Panie, co pan
- Kolorowe lato
- Nie bójmy się wiosny
- Podaruj mi trochę słońca
- Zawsze mamy siebie